# 银叶铁线莲
银叶铁线莲（学名：Clematis delavayi）为毛茛科铁线莲属下的一个种。

## 扩展阅读
維基物種上的相關：银叶铁线莲